# Javier de Viana (Uruguay)
Javier de Viana es una pequeña localidad uruguaya del departamento de Artigas.

## Historia
En tierras que pertenecían a Froilan Rodríguez fue instalada la estación de trenes "Tres Cruces" en 1893. En 1901 funcionó la primera escuela.

## Ubicación
La localidad se encuentra situada en la zona noreste del departamento de Artigas, sobre la margen norte del arroyo Tres Cruces Grande, en el km 100 de la ruta 30 y junto a la estación de trenes homónima, correspondiente al km 780 del ramal de vía férrea que une Baltasar Brum con la ciudad de Artigas. 

## Población
La localidad contaba con una población de 140 habitantes, según el censo del año 2011. 
| 206           | 140 |
| (Fuente: INE) |     |